# 金融サービスの提供及び利用環境の整備等に関する法律
金融サービスの提供及び利用環境の整備等に関する法律（きんゆうサービスのていきょうおよびりようかんきょうのせいびとうにかんするほうりつ、平成12年5月31日法律第101号）は、金融商品販売業者等および金融サービス仲介業者に関する日本の法律である。略称は金融サービス提供法。
金融商品の販売等に関する法律（きんゆうしょうひんのはんばいとうにかんするほうりつ）として2000年5月31日に公布された。当時の通称は金販法。「金融サービスの利用者の利便の向上及び保護を図るための金融商品の販売等に関する法律等の一部を改正する法律」（令和2年法律第50号〈2020年6月5日成立、同月12日公布、2021年11月1日施行〉）により、題名が「金融サービスの提供に関する法律」に変更された。その後、「金融商品取引法等の一部を改正する法律」（令和5年法律第79号（2023年11月20日成立、同月29日公布、同日施行））により、題名が「金融サービスの提供及び利用環境の整備等に関する法律」に再度改められた。

## 概要（金融商品の販売に関する法律時代のもの）
本法の目的としては、金融商品販売業者等が金融商品（預貯金、信託、保険、有価証券、デリバティブほか。金融商品取引法の範囲よりも広い）の販売等（販売又はその代理若しくは媒介（顧客のために行われるものを含む。）をいう。）に際し顧客に対して説明すべき事項及び金融商品販売業者（銀行、証券会社、保険会社ほか）等が顧客に対して当該事項について説明をしなかったことにより当該顧客に損害が生じた場合における金融商品販売業者等の損害賠償の責任並びに金融商品販売業者等が行う金融商品の販売等に係る勧誘の適正の確保のための措置について定めることにより、顧客の保護を図り、もって国民経済の健全な発展に資することとされている（1条）。 
金融商品の種類が多様となり、それに伴いその販売にあたっての消費者保護がより重要となったことなどから立法された。内容の一つの柱としては販売時における顧客（金融商品販売業者等および適格機関投資家を除く。）への説明義務の拡充がある。金融商品の多様化の背景にはいわゆる日本版金融ビッグバンの影響による金融システム改革がなされたことが挙げられる。

## 法令上の用語
- 金融商品
- 金融商品販売業者等
- 説明義務
- 損害賠償
  - 賠償額の推定規定
- 勧誘方針

## 構成
- 第一章　総則（第1条・第2条）
- 第二章　金融商品の販売等（第3条―第10条）
- 第三章　金融サービス仲介業
  - 第一節　総則（第11条―第23条）
  - 第二節　業務（第24条―第32条）
  - 第三節　経理（第33条・第34条）
  - 第四節　監督（第35条―第39条）
  - 第五節　認定金融サービス仲介業協会（第40条―第50条）
  - 第六節　指定紛争解決機関（第51条―第73条）
  - 第七節　雑則（第74条―第81条）
- 第四章　金融サービスの利用環境の整備等
  - 第一節　安定的な資産形成の支援等（第82条―第85条）
  - 第二節　金融経済教育推進機構
    - 第一款　総則（第86条―第92条）
    - 第二款　設立（第93条―第97条）
    - 第三款　運営委員会（第98条―第106条）
    - 第四款　役員等（第107条―第118条）
    - 第五款　業務（第119条―第122条）
    - 第六款　財務及び会計（第123条―第129条）
    - 第七款　監督（第130条―第131条）
    - 第八款　雑則（第132条―第135条）
- 第五章　雑則（第136条―第139条）
- 第六章　罰則（第140条―第161条）
- 第七章　没収に関する手続等の特例（第162条―第164条）
- 附則